# Nelson-Index
Der Nelson-Index (englisch Nelson complexity index, NCI) ist eine 1960 von dem US-amerikanischen Ingenieur Wilbur L. Nelson entwickelte Kennzahl zur Messung der Komplexität einer Erdölraffinerie.
Die Komplexität einer Raffinerie bezeichnet die Fähigkeit, Erdöl zu höherwertigen Produkten zu verarbeiten. Während komplexe Raffinerien meist Benzin produzieren (durch katalytisches Cracken), sind weniger komplexe Anlagen auf die Produktion von Mitteldestillaten (durch thermische Umwandlung und/oder Hydrocracken) spezialisiert. Größeren Anlagen einer Raffinerie wird ein auf deren Kapazität abgestimmter Wert (oder Komplexitätsfaktor) zugewiesen. Als Referenzwert gilt der für die einfache Rohöldestillation vergebene Komplexitätsfaktor 1,0. Das Hinzufügen der Komplexitätswerte zu jedem Anlagenteil bestimmt die Gesamtkomplexität der Raffinerie. Für eine Raffinerie mit dem Nelson-Index 10 bedeutet das, dass sie zehn Mal so komplex ist wie eine Rohöldestillationsanlage mit der gleichen Verarbeitungskapazität.
Der Index ist daher auch eine gute Messzahl für die Investitionskosten und das Potenzial zur Wertschöpfung einer Raffinerie; Raffinerien mit hohen Nelson-Index sind daher kostspieliger in der Erstellung und Betrieb, haben aber auch höherwertige Endprodukte.
Raffinerien in Deutschland weisen Nelsonwerte zwischen 6,0 und 11,0 aus (bis auf die Raffinerie Emsland mit einem Spitzenwert von über 14).